# Forrest (programma radiofonico)
Forrest è stato un programma radiofonico andato in onda sulle frequenze di Rai Radio 1, dal 2020 al 2023.
È stato trasmesso dal 22 settembre 2020, dal martedì al venerdì, dalle ore 9.30 alle 10.30 (con un'interruzione per l'edizione del GR1 delle 9 per 5 minuti) e condotto da Luca Bottura, affiancato da LaLaura. A partire dal 13 settembre 2021, con l'inizio della seconda stagione, LaLaura è stata sostituita da Marianna Aprile. L'ultima puntata del programma è andata in onda il 30 giugno 2023: la trasmissione non è stata riconfermata per la stagione 2023-2024 a causa della decisione della direzione della rete di non rinnovare il contratto ai due conduttori.
Il titolo del programma si ispirava al film Forrest Gump, parafrasandone una celebre frase: "L’attualità è come una scatola di cioccolatini: non sai mai che notizia ti capita".